# Zebrasoma scopas
Zebrasoma scopas är en fiskart i släktet Zebrasoma. Den blir ca 17 cm lång och lever av alger.  I naturen förekommer Zebrasoma scopas från Afrikas östkust bort till Stilla havet.